# 赤枝香奈子
赤枝 香奈子（あかえだ かなこ、1971年 - ）は、日本の社会学者。追手門学院大学教授。専門はジェンダー、セクシュアリティ、クィア・スタディーズ。研究の傍ら、LGBT関連の社会活動、講演活動に携わっている。

## 来歴
岡山県出身。2005年3月、京都大学大学院文学研究科博士後期課程（行動文化学専攻社会学専修）を研究指導認定満期退学。2005年4月から2007年3月にかけて同大学文学研究科研修員を務めた。
2008年10月1日、京都大学GCOEプログラム「親密圏と公共圏の再編成をめざすアジア拠点」助教となる。2012年、大谷大学文学部の講師に就任。2015年、筑紫女学園大学現代社会学部の講師となる。2020年、同大学准教授に就任。
2019年5月から12月にかけて、中央大学は連続公開講座『LGBTをめぐる社会の諸相』（全5回）を後楽園キャンパスで開催。赤枝は7月13日に行われた第2回目の講座に社会学者の石田仁とともに登壇。石田はブルーボーイ事件について語り、赤枝は「レズビアンの歴史を研究するということ」のタイトルで、清岡純子に関する研究を話した。
2020年、同性婚の合憲性を問う集団訴訟（「結婚の自由をすべての人に」訴訟）において、木村草太ら10人の研究者たちから原告側の主張を支持する立場の意見書がそれぞれ提出された。赤枝も風間孝との連名で裁判所に意見書を提出。「同性愛を病理と見なす異性愛規範は1990年代に日本の精神医学そして府中青年の家裁判判決において明確に否定された」と述べ、2021年から2024年にかけて出された複数の違憲判決に寄与した。
2021年11月、赤枝ら12人の著者による『クィア・シネマ・スタディーズ』（晃洋書房）が刊行。赤枝は『櫻の園』（1990年）について論じた。
2023年4月、追手門学院大学社会学部教授に就任。

## 著書
単著
- 赤枝香奈子『近代日本における女同士の親密な関係』角川学芸出版、2011年2月。ISBN 978-4046532312。

共著
- 風間孝、河口和也、守如子、赤枝香奈子『教養のためのセクシュアリティ・スタディーズ』法律文化社、2018年11月29日。ISBN 978-4589039705。
- 落合恵美子、赤枝香奈子 編『アジア女性と親密性の労働』京都大学学術出版会、2012年2月。ISBN 978-4876985746。
- 小山静子、赤枝香奈子、今田絵里香 編『セクシュアリティの戦後史』京都大学学術出版会、2014年7月。ISBN 978-4876983926。
- 菅野優香、河口和也、長島佐恵子、出雲まろう、赤枝香奈子ほか 著、菅野優香 編『クィア・シネマ・スタディーズ』晃洋書房、2021年11月10日。ISBN 978-4771035539。
- 菊地夏野、堀江有里、飯野由里子、赤枝香奈子、清水晶子ほか 著、菊地夏野、堀江有里、飯野由里子 編『クィア・スタディーズをひらく2』晃洋書房、2022年3月30日。ISBN 978-4771035607。